# Earth First!

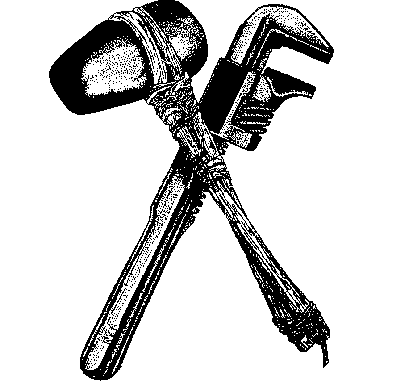

O Earth First! é um grupo de defesa ambiental radical surgido nos Estados Unidos em 1979 com o objetivo de seguir uma linha diferente dos outros grupos ambientalistas do país que vinham tomando um caráter cada vez mais burocrático e corporativo. São influenciados pela filosofia da Ecologia Profunda e são notoriamente conhecidos por usarem táticas de ação direta com objetivo de impedir operações empresariais danosas ao meio ambiente.
Dentre suas ações mais comuns estão o “tree sitting” (que consiste em sentar ou se amarrar à base de árvores para impedir que sejam cortadas por empresas madeireiras) e sabotagem industrial (destruição de infraestrutura de empresas que realizam atividades danosas ao meio ambiente — destruição de tratores, máquinas ou até mesmo incêndios — o que ficou conhecido pelo termo ecossabotagem).
Existem células Earth First! em vários países como Reino Unido, Canadá, Austrália, Bélgica, França, Alemanha, Itália, Espanha e outros.
Na década de 90, ocorre uma divergência entre membros mais alinhados com filosofias políticas anarquistas e os antigos fundadores do movimento, ainda relutantes em usar práticas violentas temendo "sujar" a imagem do grupo. Enquanto os membros mais antigos pretendiam manter o caráter de organização “mainstream”, os anarquistas apelavam para a radicalização de táticas de ação direta como a sabotagem. Dessa discordância surgiu o Earth Liberation Front (Frente de Libertação da Terra), formado por dissidentes radicais que abandonaram o Earth First! para dar mais foco às práticas de ecossabotagem.
Durante a década de 90 teve seu nome ligado a diversas ações de ecossabotagem na qual membros de células individuais foram presos e condenados à prisão por "terrorismo doméstico".